# Caputxa d'evacuació
La caputxa d'evacuació o caputxa de salvament és un dispositiu que, col·locat sobre el cap d'una persona, permet evacuar a través del fum d'un incendi. Hi ha dos tipus: amb filtre, o amb acoblament a l'equip de respiració autònom (ERA) d'un bomber. La caputxa s'ajusta al voltant del coll per a tancar hermèticament, i evitar l'entrada del fum, i té un gran visor anti-boira que permet veure millor en un entorn calent i amb fum.

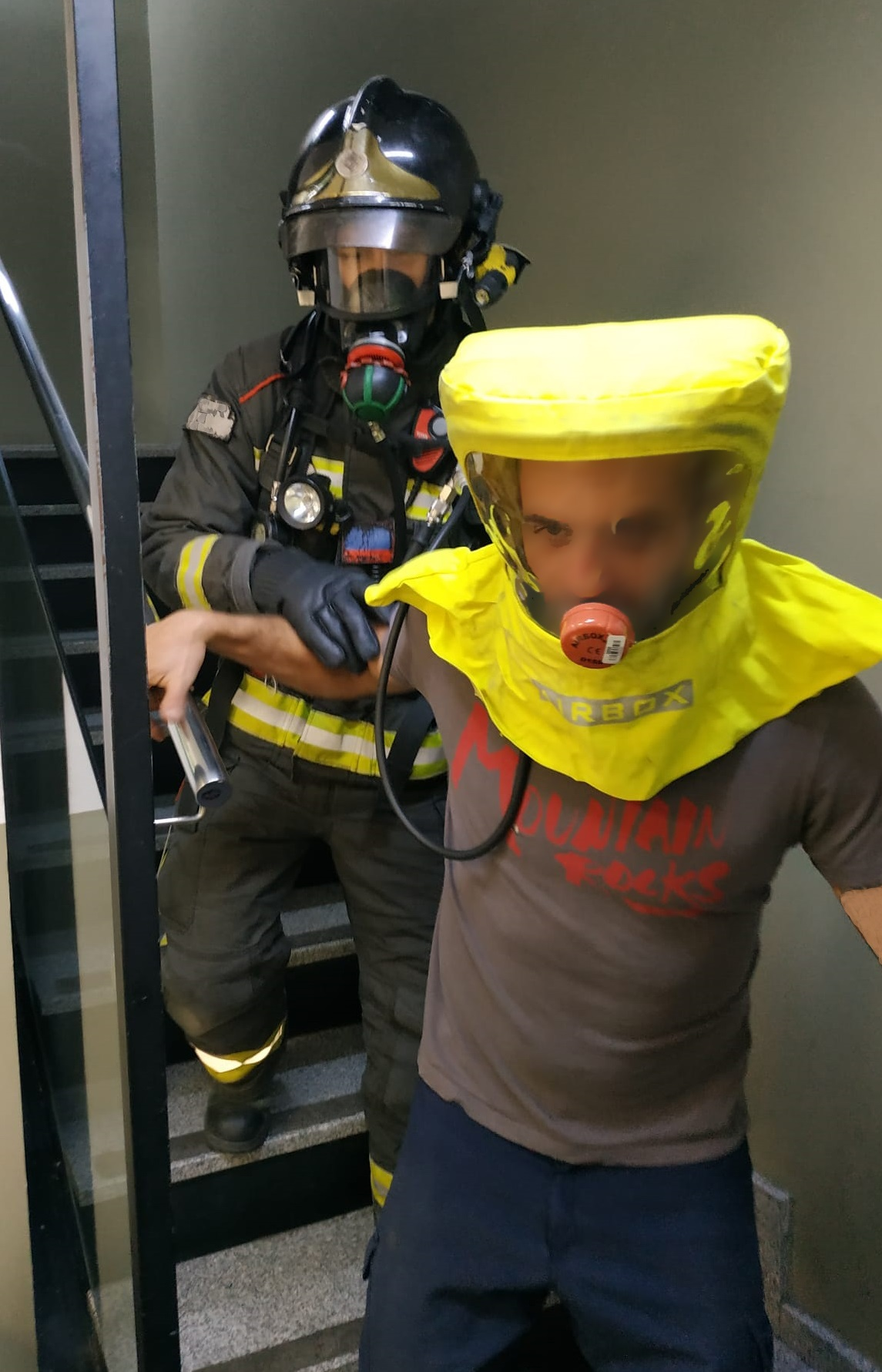
Evacuació amb caputxa

## Caputxa d'evacuació amb filtre

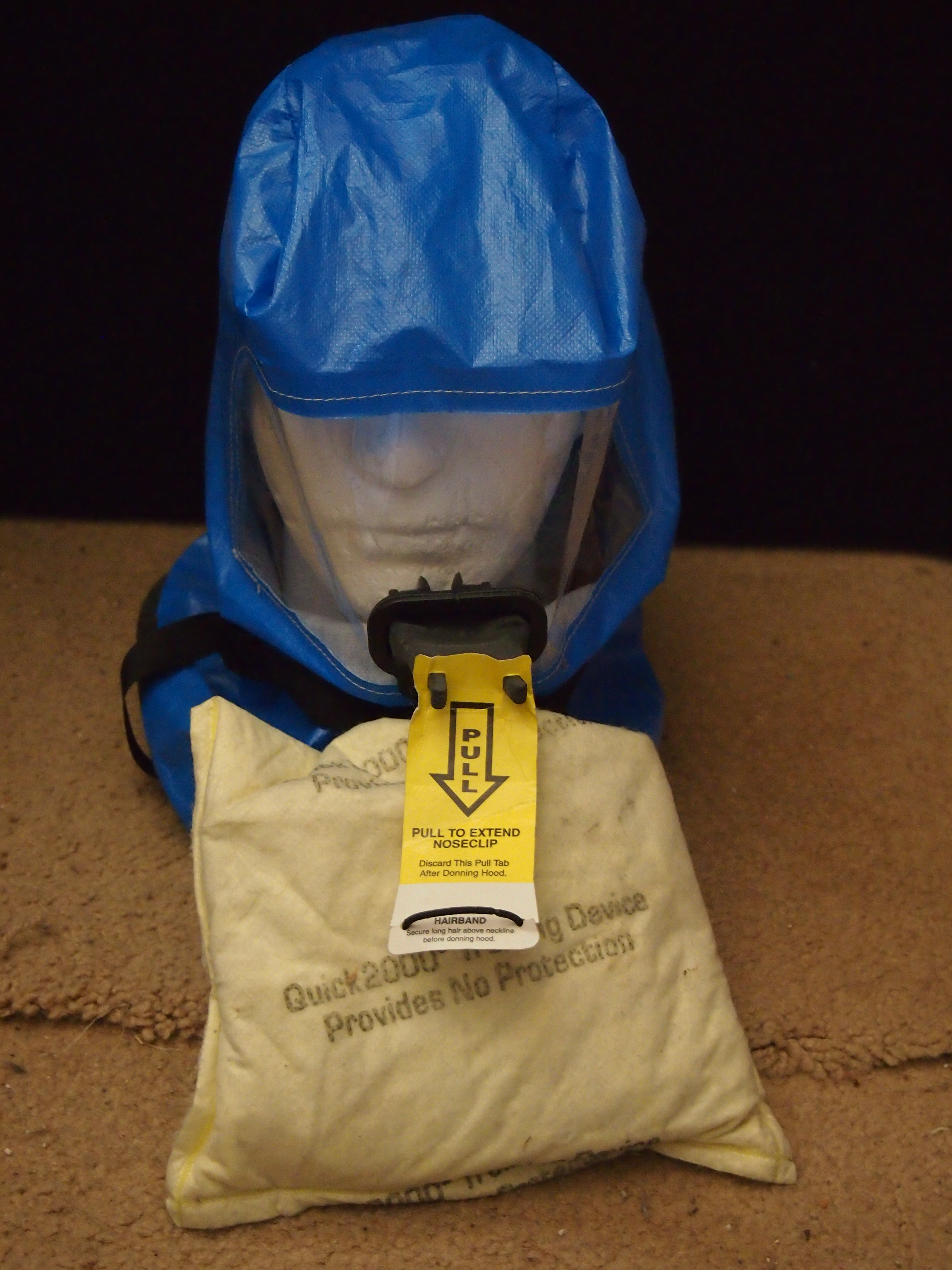
Caputxa d'evacuació amb filtre

Disposa d'un filtre que elimina els gasos tòxics presents al fum d'un incendi, permetent respirar aire fresc durant 15 minuts. Per al cas d'un accident amb emissions químiques, existeixen caputxes amb diferents filtres, o combinacions de filtres, en funció de l'exposició prevista.

## Caputxa d'evacuació acoblada a ERA

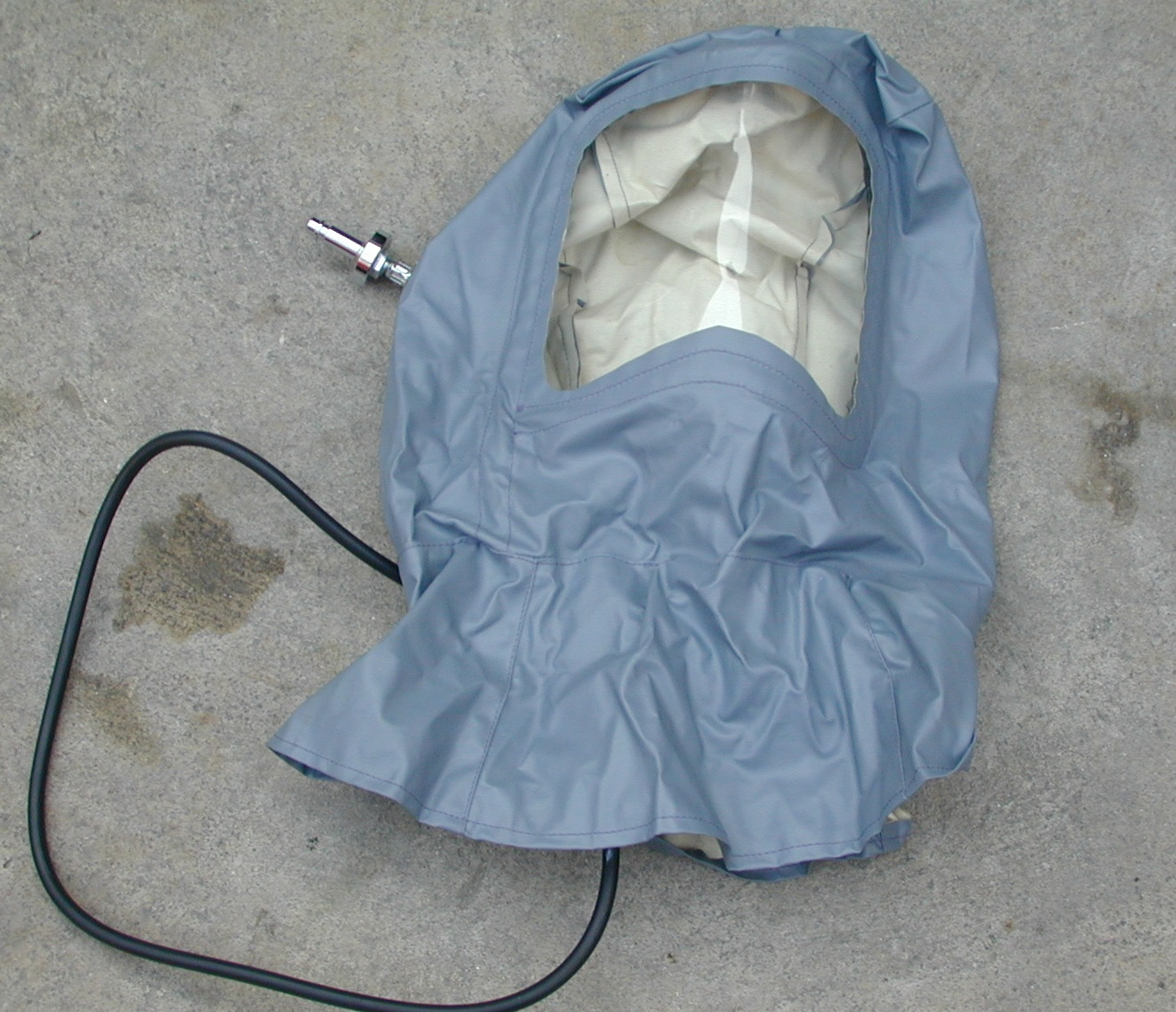
Caputxa d'evacuació amb acoblament per ERA

El bomber connecta la caputxa de salvament a la segona sortida de l'etapa de mitja pressió del seu equip de respiració autònom, la col·loca sobre la persona a rescatar, i ajusta la corretja del coll. La caputxa proporciona un flux d'aire constant de 50 l/min.